# مصطفى أباد (خوي)
مصطفی‌ أباد هي قرية في مقاطعة خوي، إيران. عدد سكان هذه القرية هو 93 في سنة 2006.